# Stephen McGlede
Stephen John McGlede (nascido em 13 de abril de 1969) é um ex-ciclista australiano que competia em provas de pista.
Competindo na prova de perseguição por equipes nos Jogos Olímpicos de 1988, em Seul, McGlede conquistou uma medalha de bronze; e nas Olimpíadas de Barcelona 1992, voltou a competir na mesma prova, ganhando a medalha de prata.